# 黑衣男子
《黑衣男子》是由史蒂芬·金於1994年在《紐約客》上刊登的一部短篇小說，並為他贏得1995年的世界奇幻獎及歐·亨利獎，後來金收錄在1997年的限量版短篇小說集《六個故事》中，將後來又於2002年收錄在短篇小說集《史蒂芬金的14張牌》內。

## 故事簡介
蓋瑞是一名行將入木的男子，在安老院中，他回想起了他小時候遇見一件最恐怖的事。那時候他獨自一個到河邊垂釣，原本他收獲頗豐，突然間在身邊出現了一名黑衣男子，蓋瑞從氣息上已感認到這個男子是惡魔，惡魔不斷恐嚇蓋瑞，蓋瑞十分害怕，借惡魔在吃蓋瑞釣到的魚時立即逃走。回到家時，蓋瑞告訴父親，兩人再次來到岸邊，不過未再見到黑衣男子，於是父親吩咐蓋瑞就當自己發了一場夢，不要再提起。